# Alexandre Bultos
Alexandre Bultos (Bruxelles, 18 giugno 1749 – Bruxelles, 20 settembre 1787) è stato un attore teatrale belga e direttore del Théâtre de la Monnaie di Bruxelles.

## Biografia
Settimo figlio di Pierre-François Bultos e di sua moglie Marie-Josèphe Lambert, mercanti e osti, fece il suo debutto nel 1761, all'età di 12 anni, in La Servante maîtresse di Pierre Baurans, tratta da La serva padrona di Pergolesi, assieme alla coetanea Angélique D'Hannetaire (come lui allieva di Ignaz Vitzthumb, maestro di musica del Théâtre de la Monnaie). Quando quest'opera venne ripresa due mesi dopo, François-Antoine Chevrier scrisse:
(François-Antoine Chevrier)
Dal 1767 al 1770 fece parte della compagnia teatrale di Gand, recitò a Strasburgo nel 1770, e quindi a Maastricht nella compagnia di Charles Bernardy, prima di esibirsi a Copenaghen. Scritturato a Bruxelles nel 1772 nella compagnia di Jean-Louis Laruette, divise la scena con Dazincourt, cosa che a volte portò ad una certa tensione tra lui e Dazincourt. Questi lasciò Bruxelles per Parigi nel 1776, lasciando soltanto Bultos a ricoprire i ruoli principali. Nel 1777 Bultos e suo padre ottennero il permesso di aprire il Vauxhall nel parco di Bruxelles e nello stesso anno Alexandre divenne condirettore de La Monnaie a fianco di Louis-Jean Pin. Cinque anni dopo, nominò suo fratello Herman (1752-1801) condirettore. Intorno al 1785 cercò di debuttare alla Comédie-Française ma fu dissuaso dai suoi contemporanei.